# Karst de La Rochefoucauld

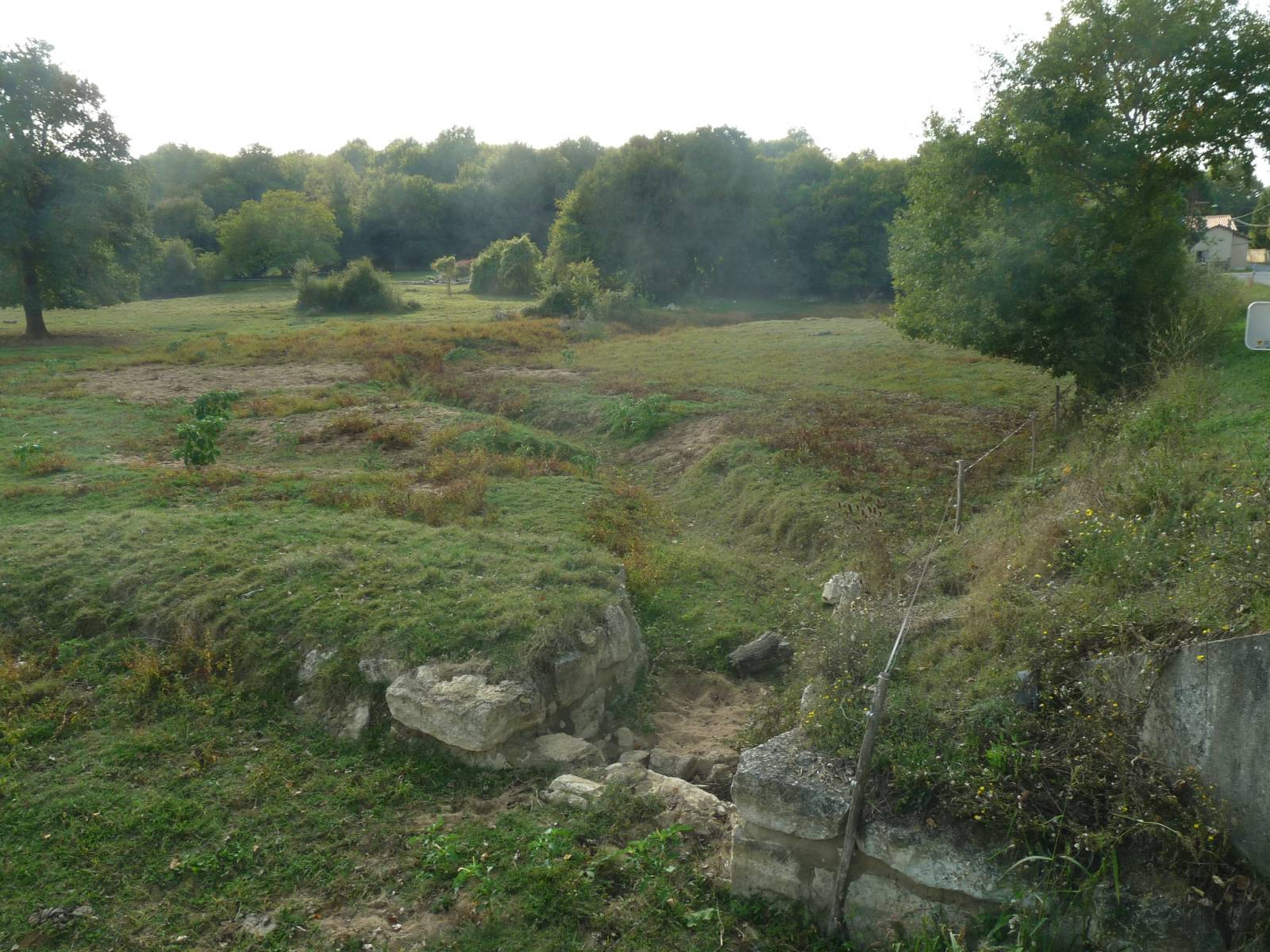
L'un des gouffres du Bandiat (à Rivières).

Le karst de La Rochefoucauld s’étend sur plus de 500 km2 entre La Rochefoucauld à l’est, la faille de l'Échelle à l’ouest, au nord la Bonnieure et au sud le Bandiat.

## Géologie
Il s’agit d’un système karstique dans les calcaires récifaux du Jurassique supérieur (Oxfordien), qui prend naissance durant le Cénozoïque, appartenant géologiquement au Bassin aquitain. On y trouve trois types de réseaux hydrogéologiques :
- réseau fossile, comprenant notamment la Grande Fosse (site classé en 1934), doline d’une profondeur de 55 m et de 200 m de diamètre ;
- réseau semi-actif, dont fait partie la Fosse Mobile (commune d’Agris, site classé depuis 1934), constituant la plus importante cavité du système karstique de La Rochefoucauld et formant un labyrinthe de plus de 8 km ;
- grottes du Quéroy ayant une partie fossile et une partie semi-active ;
- réseau actif constitué de rivières souterraines :
  - pertes du Bandiat et de la Tardoire[1] ainsi que partiellement de la Bonnieure et de l'Échelle[N 1],
  - exsurgences de la Touvre.

Le karst de la Braconne.
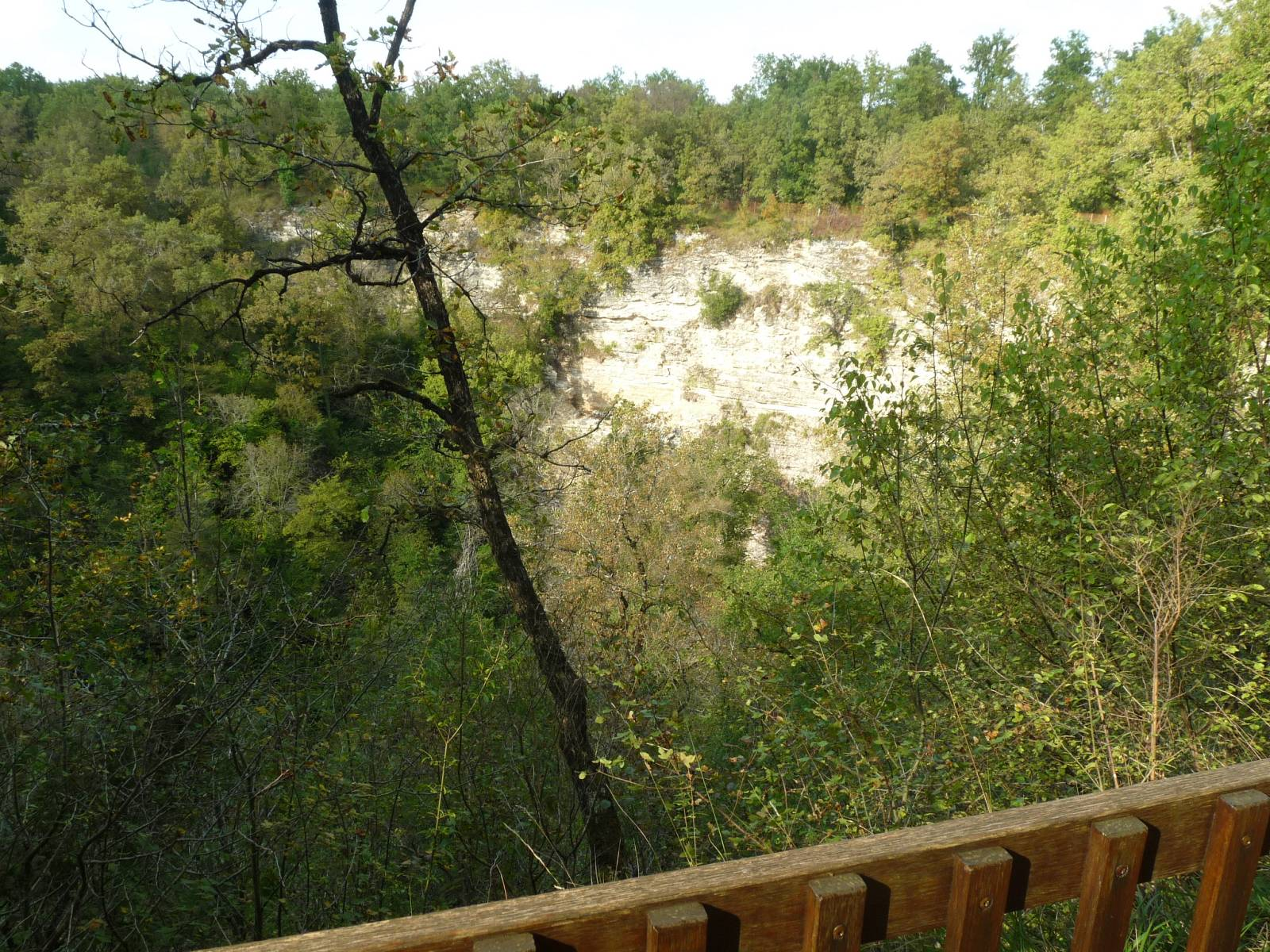
Grande fosse.
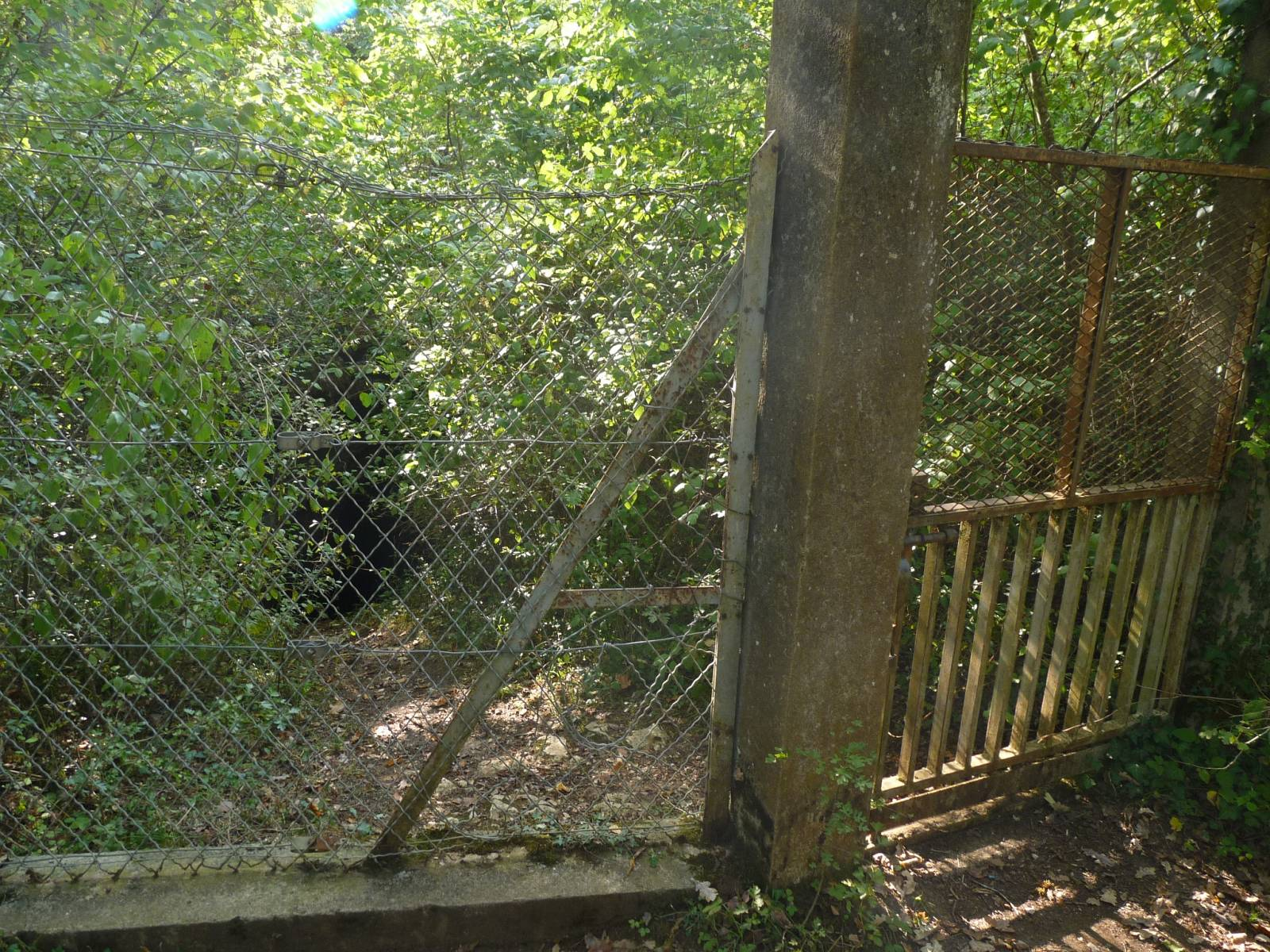
Fosse mobile.
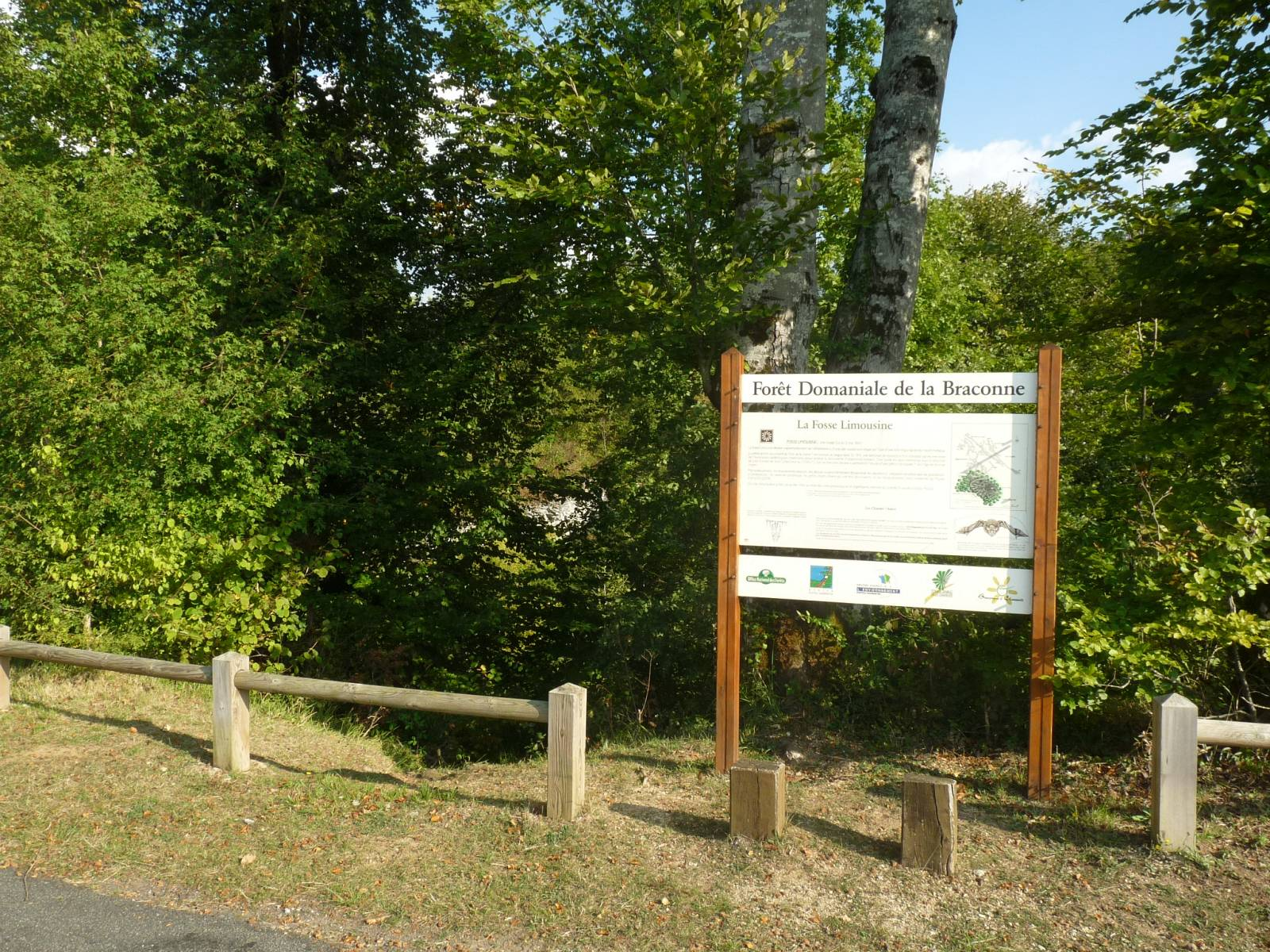
Fosse limousine.
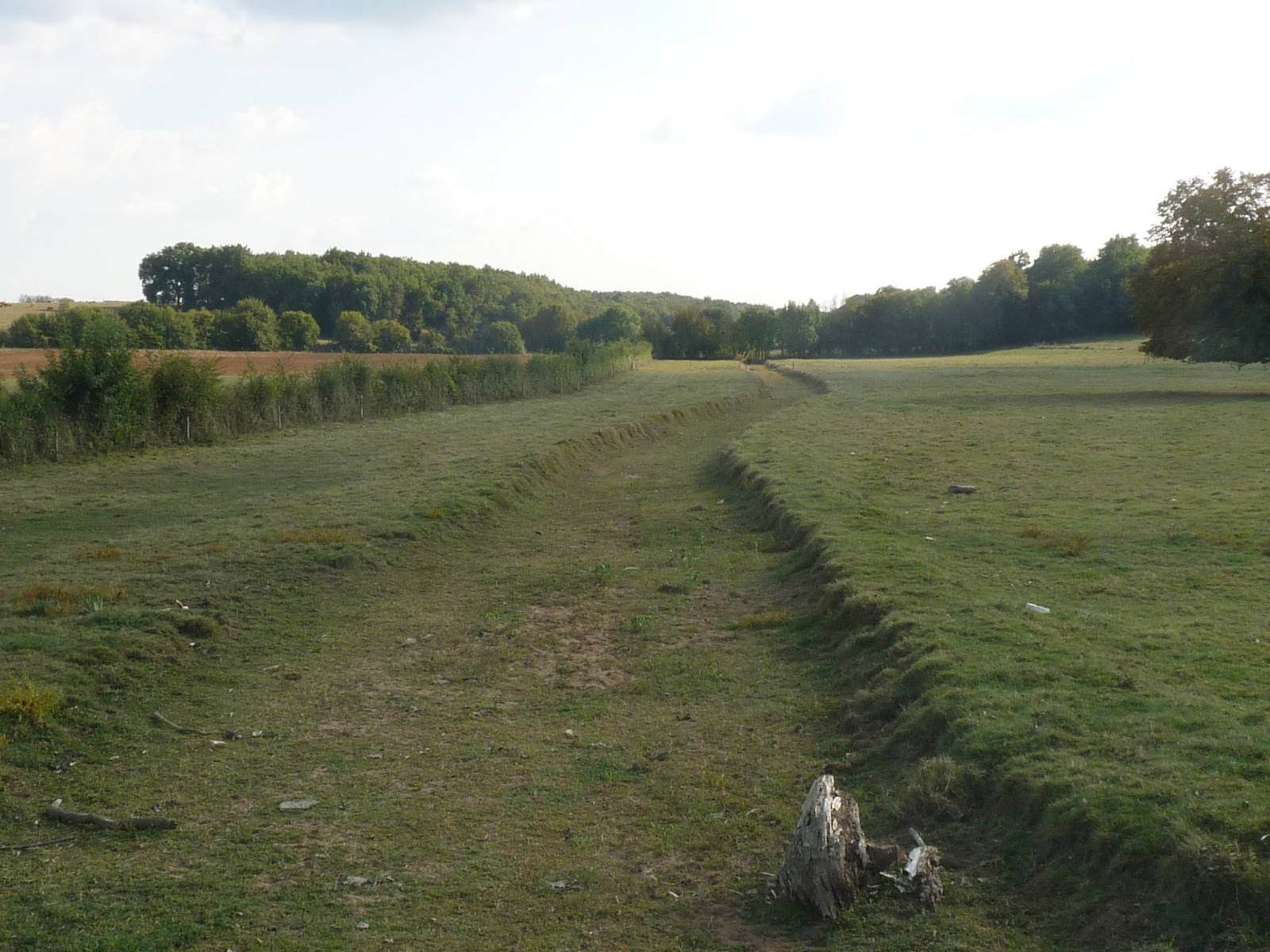
Le lit du Bandiat à Rivières.
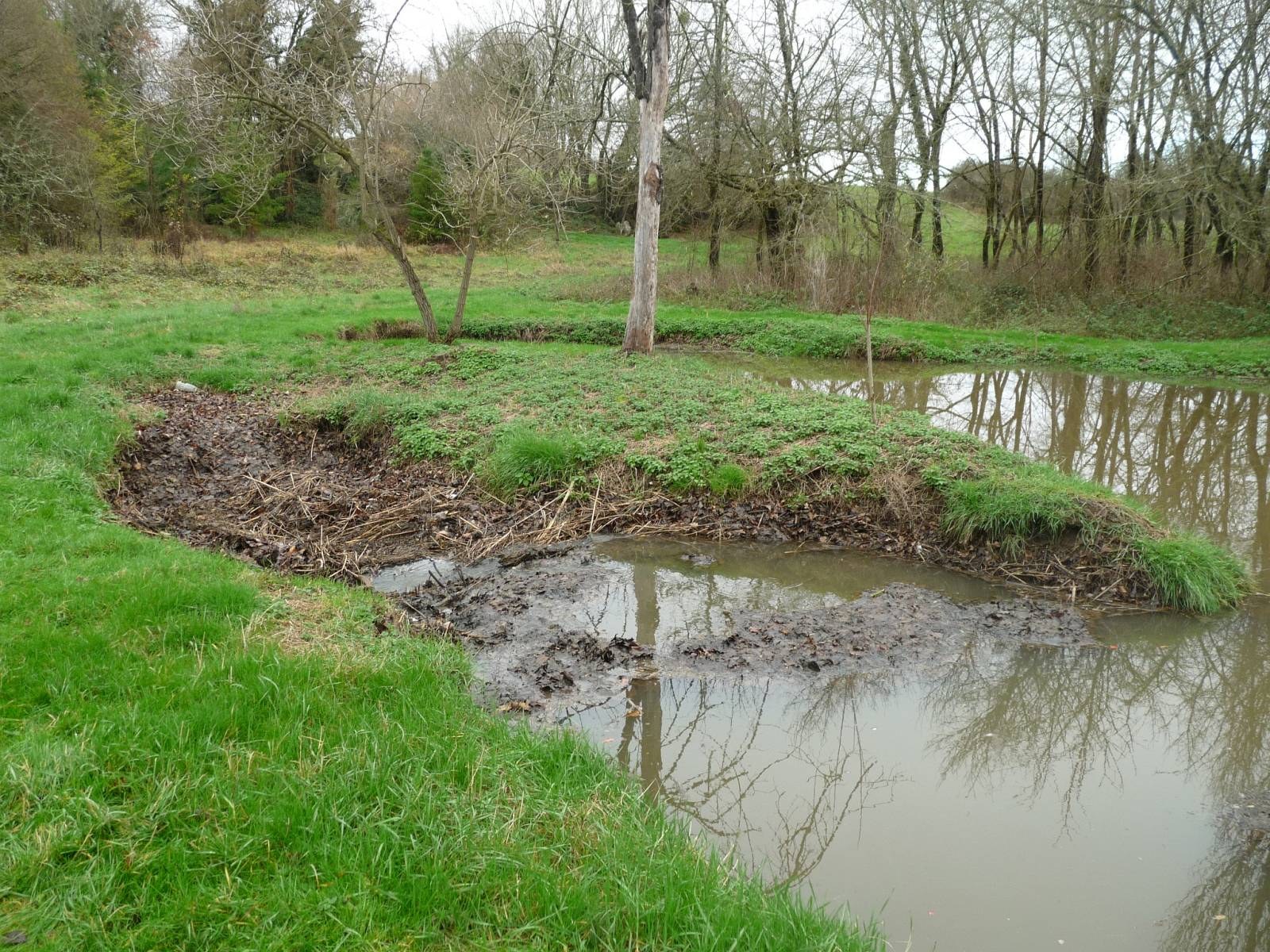
Le gouffre du Bandiat de « Chez Roby » à Bunzac en hiver.
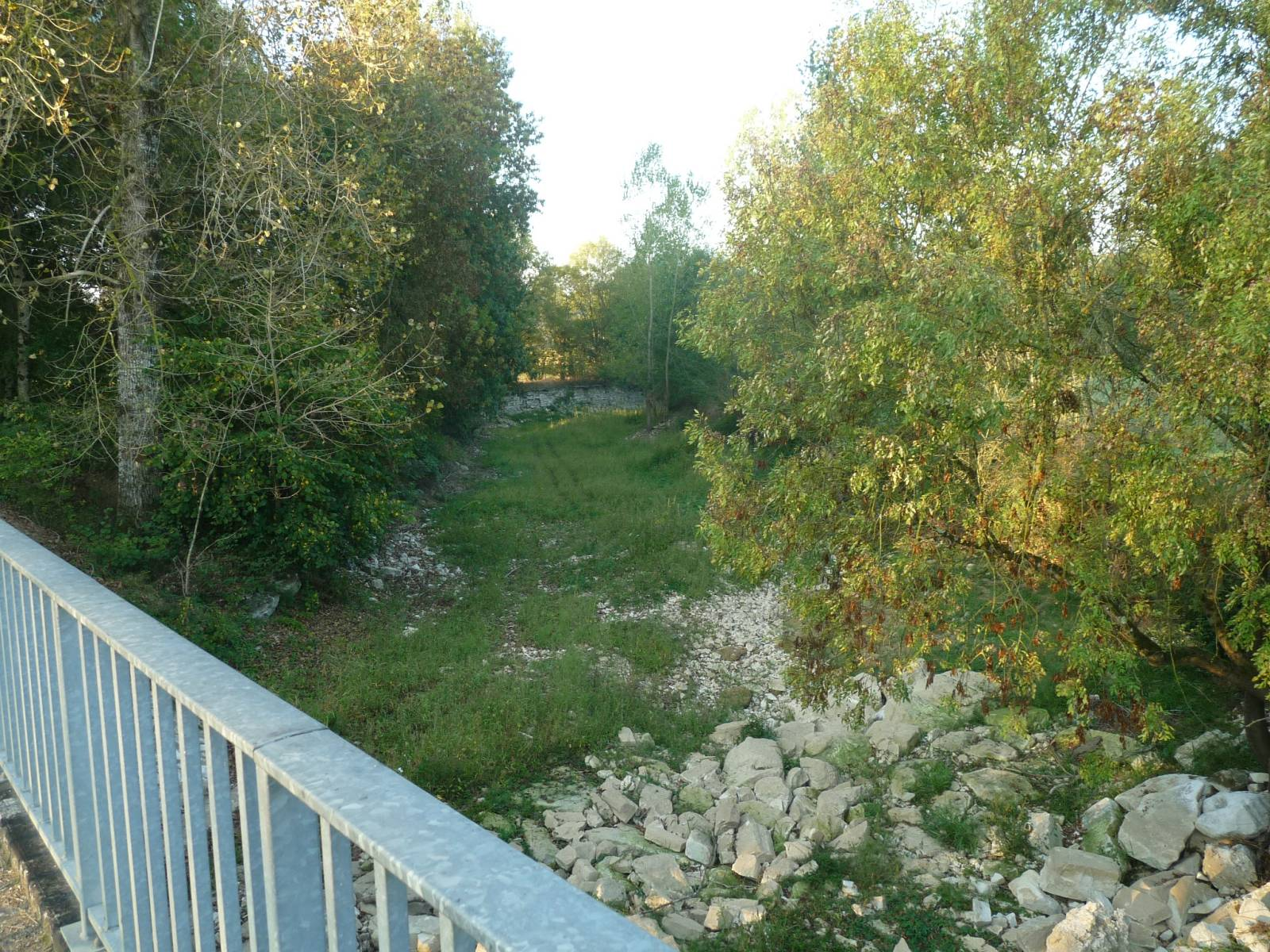
Le lit de la Tardoire en été à la Rochette.
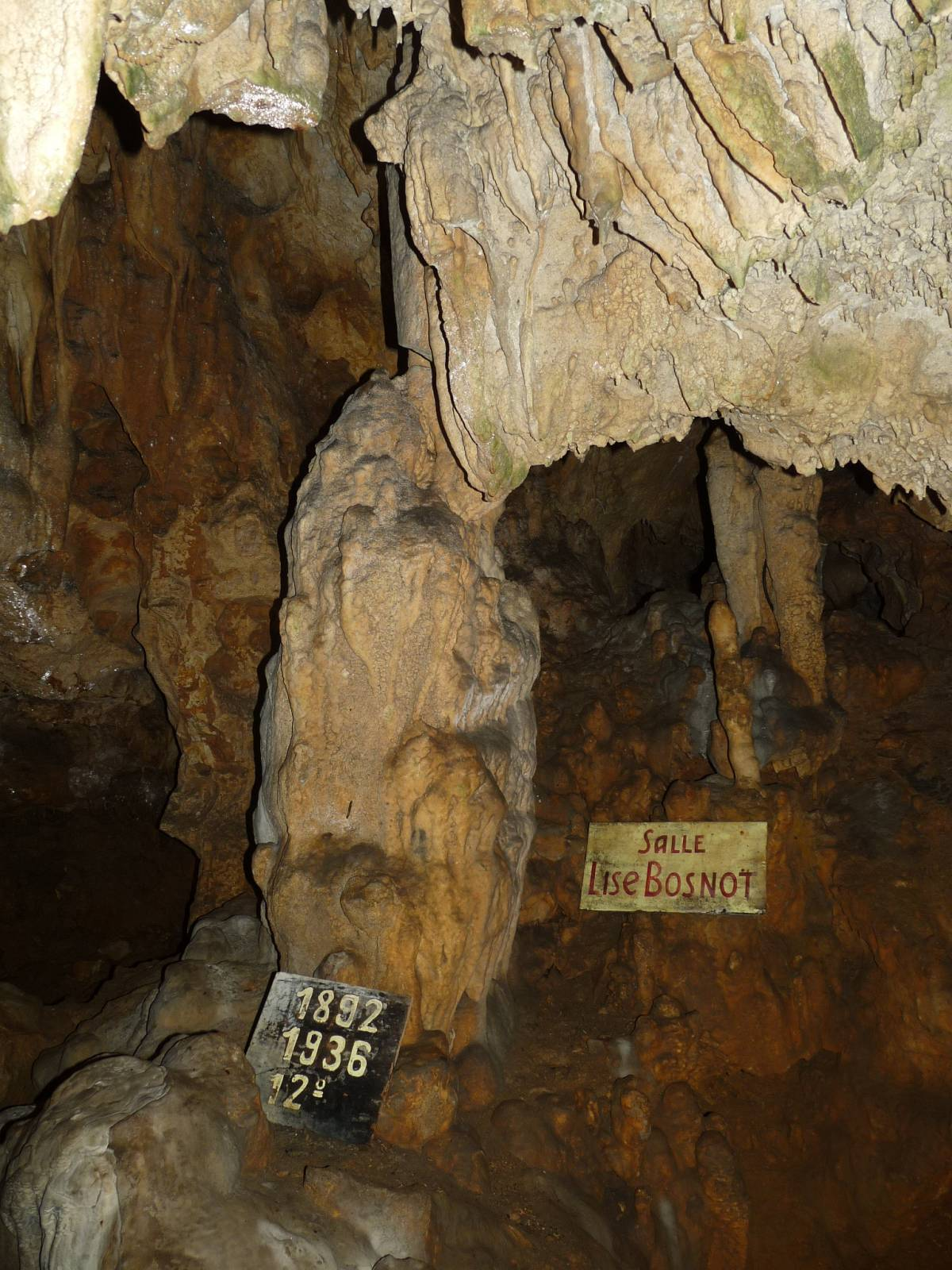
Les grottes du Quéroy.
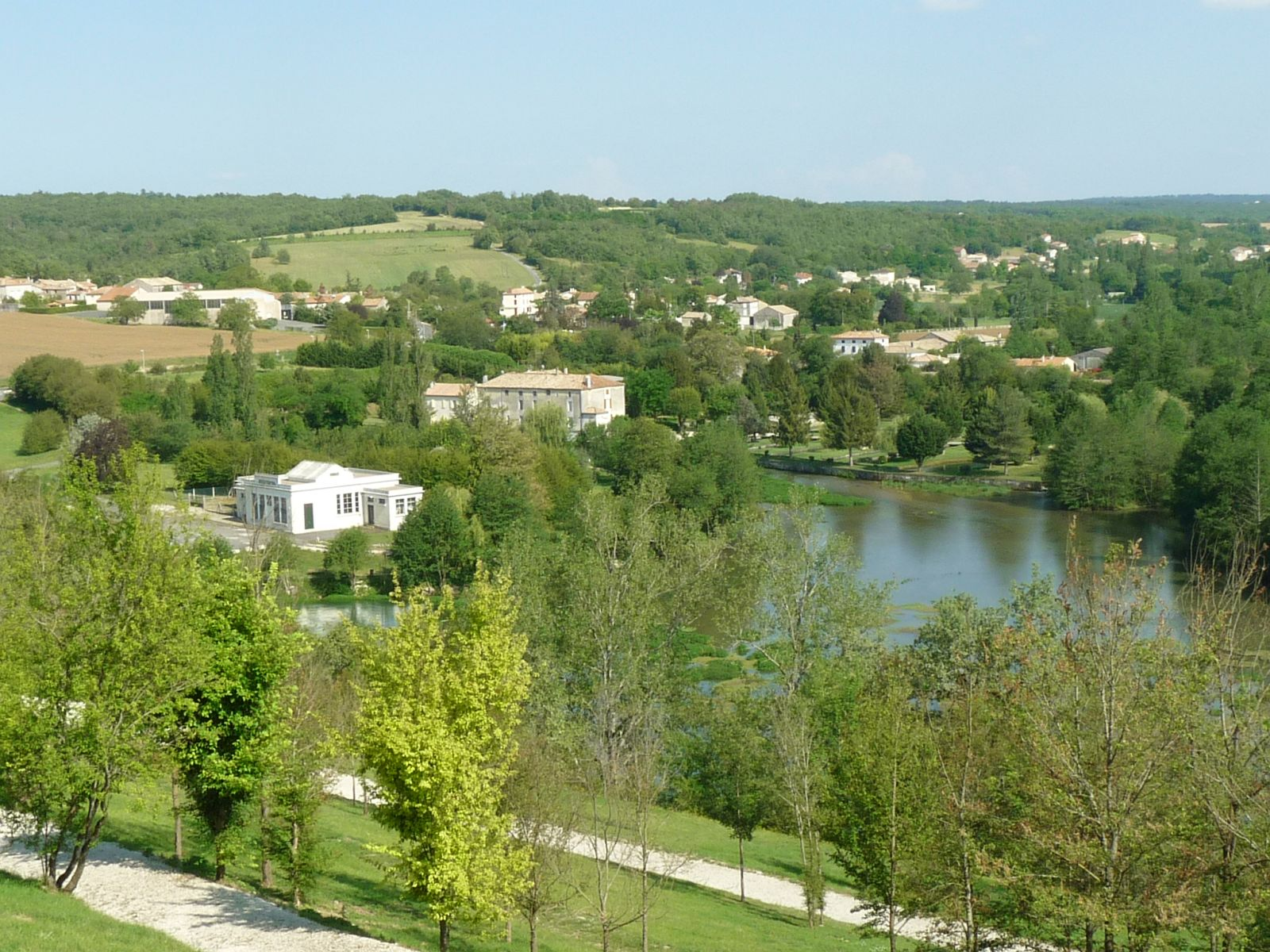
Les sources de la Touvre.